# Ilija Stanić
Ilija Stanić (19 de octubre de 1945, aldea de Colopeci, Konjic, Sarajevo) es un ciudadano bosnio de etnia croata. Es considerado el asesino del criminal de guerra Maks Luburić, responsable del campo de concentración de Jasenovac durante la Segunda Guerra Mundial.

## Biografía
Su padre fue un nacionalista croata que combatió contra el régimen comunista de Tito. En 1951, el padre de Ilija murió en una operación militar. Stanić emigró de Yugoslavia en 1966. Después de vivir en Francia y Alemania, se instaló en España. Trabajó en la imprenta del general Maks Luburić en Carcagente (Valencia) hasta el 20 de abril de 1969. Aquel día, Luburić fue asesinado y Stanić huyó. Desde entonces, la Interpol le buscó como autor del asesinato, pero nunca lo detuvo.
En 2003, el periodista Francesc Bayarri encontró a Ilija Stanić en Sarajevo y lo entrevistó. Bayarri ha publicado un libro sobre el tema, titulado Cita en Sarajevo. Stanić manifestó que el asesinato fue llevado a cabo por dos agentes croatas como consecuencia de la rivalidad de Luburić con la rama en el exilio liderada desde Madrid por Maria Pavelić, viuda de Ante Pavelić. Stanić confesó que el régimen de Tito le premió por su acción con varias propiedades, a pesar de no haber actuado bajo sus órdenes.